# Karl Wolff
Karl Friedrich Otto Wolff (ur. 13 maja 1900 w Darmstadt, zm. 15 lipca 1984 w Rosenheim) – niemiecki zbrodniarz wojenny w stopniu generała, organizator deportacji Żydów do obozu zagłady w Treblince, od 1943 Najwyższy Dowódca SS i Policji we Włoszech. 

## Życiorys
Jego ojciec, dr Carl Wolff, był sędzią. Karl Wolff walczył od kwietnia 1917 roku jako szeregowy (potem podoficer) w Infanterie Regiment 115 podczas I wojny światowej i otrzymał Krzyż Żelazny I klasy. Pod koniec 1917 awansował na Leutnanta. Następnie wstąpił do Freikorps. W 1931 stał się członkiem NSDAP i SS, a w lipcu 1933 został adiutantem Heinricha Himmlera, co oznaczało, iż formalnie był numerem 2 w ramach SS. W SS szybko awansował, osiągając już w 1942 stopień SS-Obergruppenführera. W 1936 wybrano go na deputowanego do Reichstagu. W 1939 otrzymał odznakę partyjną: Złoty Medal NSDAP. W tym też roku został oficerem łącznikowym Himmlera przy Adolfie Hitlerze.
Po wybuchu II wojny światowej Wolff kierował Osobistym Sztabem Himmlera i odgrywał ważną rolę w działalności SS. M.in. ułatwił deportację Żydów do obozu zagłady w Treblince, zapewniając swoją interwencją większą liczbę pociągów, których użyto następnie do wywózki Żydów. Od jesieni 1943 sprawował stanowisko gubernatora wojskowego oraz wyższego dowódcy SS i Policji w północnych Włoszech. Był także przedstawicielem III Rzeszy przy marionetkowym rządzie Benito Mussoliniego. Adolf Hitler rozkazał mu nawet porwanie papieża Piusa XII (operacja Rabat), lecz Wolff, opóźniając akcję, doprowadził do jej zaniechania. W styczniu 1945 negocjował z aliantami poddanie wojsk niemieckich w północnych Włoszech. 
W marcu 1945 prowadził również rozmowy pokojowe z USA którego przedstawicielem był Allen Dulles, rozmowy te przerwano na skutek sprzeciwu Związku Radzieckiego.
Po zakończeniu wojny sąd denazyfikacyjny skazał Wolffa w 1946 na karę 4 lat pozbawienia wolności, ale zwolniono go już po tygodniu. Był także świadkiem w kilku procesach zbrodniarzy hitlerowskich. W 1961 zwrócił na siebie uwagę opinii publicznej w Europie, udzielając wywiadu niemieckiej gazecie, w związku z toczącym się w Izraelu procesem Adolfa Eichmanna. Aresztowano go w styczniu 1962 i postawiono zarzut współudziału w zamordowaniu 800 tysięcy Żydów w komorach gazowych Treblinki. Mimo że był jednym z najwyższych stopniem oficerów SS, usiłował przekonać sędziów, iż nie wiedział o obozach zagłady. 30 września 1964 skazano go na karę 15 lat pozbawienia wolności i pozbawienia praw publicznych na okres 10 lat. Pod koniec sierpnia 1969 został warunkowo zwolniony na okres jednego roku z powodu „choroby uniemożliwiającej odbywanie kary”. Następnie corocznie przechodził badania lekarskie w celu przedłużenia okresu zawieszenia kary aż do 1974, kiedy stwierdzono, iż ze względu na zły stan zdrowia fizycznego i psychicznego nie należy się spodziewać odzyskania zdolności do odbycia kary przez skazanego. Wolff zmarł po ciężkiej chorobie w szpitalu w Rosenheim 15 lipca 1984.